# My Point of View
My Point of View – drugi album studyjny amerykańskiego pianisty i kompozytora jazzowego Herbiego Hancocka, wydany w 1963 roku nakładem Blue Note.

## Powstanie
Materiał na płytę został zarejestrowany 19 marca 1963 roku przez Rudy'ego Van Geldera w należącym do niego studiu (Van Gelder Studio) w Englewood Cliffs w stanie New Jersey. Produkcją płyty zajął się Alfred Lion.

## Lista utworów
Opracowano na podstawie materiału źródłowego.
Wydanie LP
Strona A
| Nr | Tytuł utworu           | Muzyka         | Długość |
| -- | ---------------------- | -------------- | ------- |
| 1. | „Blind Man, Blind Man” | Herbie Hancock | 8:19    |
| 2. | „A Tribute to Someone” | Hancock        | 8:45    |
|    |                        |                | 17:04   |

Strona B
| Nr | Tytuł utworu           | Muzyka  | Długość |
| -- | ---------------------- | ------- | ------- |
| 1. | „King Cobra”           | Hancock | 6:55    |
| 2. | „The Pleasure is Mine” | Hancock | 4:03    |
| 3. | „And What If I Don't”  | Hancock | 6:35    |
|    |                        |         | 17:33   |

Utwór dodatkowy na reedycji (1999)
| Nr | Tytuł utworu                            | Muzyka  | Długość |
| -- | --------------------------------------- | ------- | ------- |
| 1. | „Blind Man, Blind Man (alternate take)” | Hancock | 8:21    |
|    |                                         |         | 8:21    |

## Twórcy
Opracowano na podstawie materiału źródłowego.
Muzycy:
- Herbie Hancock – fortepian
- Donald Byrd – trąbka
- Grant Green – gitara
- Chuck Israels – kontrabas
- Hank Mobley – saksofon tenorowy
- Grachan Moncur III – puzon
- Tony Williams – perkusja

Produkcja:
- Alfred Lion – produkcja muzyczna
- Rudy Van Gelder – inżynieria dźwięku
- Reid Miles – fotografia na okładce, projekt okładki
- Ira Gitler – liner notes
- Michael Cuscuna – produkcja muzyczna (reedycja z 1999)
- Bob Blumenthal - liner notes (1999)